# 禹郸铁路
禹郸铁路，又称许郸铁路、许周铁路又称许郸铁路、许周铁路，是河南省最长的窄轨地方铁路。自禹州始发，途径许昌、鄢陵、扶沟、太康、淮阳至郸城，另有淮阳至周口支线和韩岗矿区四条支线。2009年基本停运，2011年郸城段改为小火车，2016年，郸城观光窄轨铁路小火车拆除。

## 历史
- 1966-1968年建成许昌至太康段；
- 1968-1971年建成太康至郸城段；
- 1970-1972年建成许昌至禹州（韩岗）段；
- 1973-1975年，建成29公里的淮阳至周口支线；
- 1989年，韩岗至神垕段修筑完成[6]；
- 2009年7月，「基本停止運營」[4]；
- 2010年，在鄲城線建造觀光窄軌鐵路，至2011年仍閒置[4]；
- 2011年2月仍在營運[7]，禹州至許昌段已拆除[2]；2011年4月郸城观光小火车营运，曾遭受多方质疑[5][8][9][10][11]。
- 2013年，預計全線窄軌拆除[6]，改建為標準軌的禹亳铁路[1][12]。
- 2016年，郸城观光窄轨铁路小火车拆除[5]。

## 与其它铁路的连接
在许昌市魏都区与京广铁路换装相连；在周口市与漯阜准轨地方铁路换装相连。

## 客运
许昌小站至郸城曾有客运业务（车次101与104），101次早上从许昌发车，中午到达郸城，下午车次变更为104，原路返回，晚上到达许昌。现已停运。

## 货运
货运以煤炭为大宗，其次是建材、铝矾土、农副产品、日用百货等。全线各站办理货运营业，但不办理危险货物发到。